# Fuerzas Armadas Españolas (período del franquismo)
Las Fuerzas Armadas Españolas fueron la institución encargada de la defensa nacional y el orden público de España durante la dictadura franquista. Su historia se desarrolla desde el inicio de la guerra civil, pasando por la dictadura militar, hasta 1978 durante los primeros años de la transición a la democracia.
Durante la guerra civil y la dictadura fueron autodenominadas como Ejército Nacional o simplemente Ejército español. Debido a su fidelidad y obediencia a Francisco Franco, también son conocidas como el Ejército franquista. De hecho, en la dictadura de Francisco Franco se convirtió en uno de los principales apoyos del régimen, y como tal se mantuvo hasta después de su muerte en 1975 y la reinstauración de la democracia durante el periodo de la Transición.
Tienen sus orígenes en las fuerzas que se sublevaron en 1936 contra el Gobierno republicano, dando comienzo a la guerra civil que duraría casi 3 años. Cuando esta finalizó con la victoria de Francisco Franco como dictador absoluto del país, su organización cambió y pasó a burocratizarse su estructura interna, manteniendo un tamaño sobredimensionado en época de paz. El historiador Gabriel Cardona destaca en sus obras la crónica penuria en medios materiales, así como las situaciones de corrupción y nepotismo que no contribuían a mejorar las Fuerzas Armadas Españolas. Así, el Ejército franquista constituyó más una fuerza policial y elemento de presión del régimen franquista, pero incapaz de cumplir la función de Ejército moderno que supuestamente tenía encomendada.

## Introducción

### La base del poder franquista

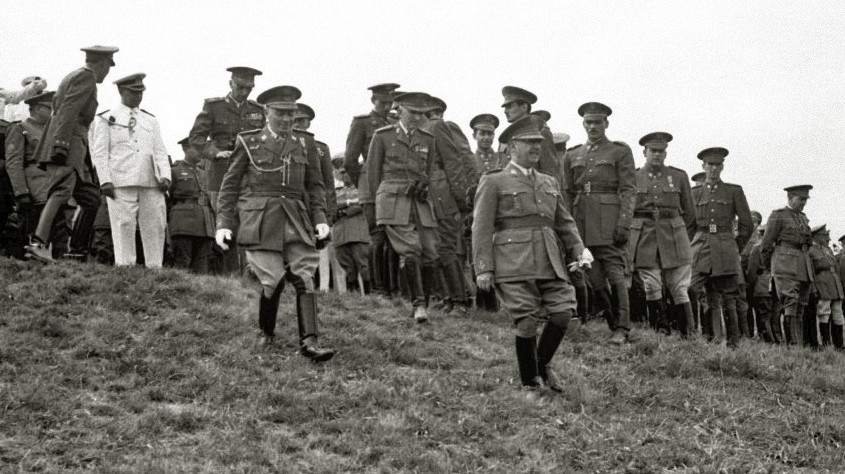
Francisco Franco junto con mandos militares en unas maniobras en 1944.

Ya durante la guerra civil el Ejército quedó convertido en nervio central del nuevo Estado totalitario, y a cuya cabeza se situaba el generalísimo Franco, situación que quedó confirmada con la victoria final en la contienda. De hecho, el nuevo Estado sublevado estaba prácticamente articulado por una sociedad militar, El Ejército había invadido todos los ámbitos sociales y culturales: Por ejemplo el periódico de la Falange, Arriba, había quedado convertido en un mero órgano de información de las Fuerzas armadas. Como elemento de poder y apoyo al franquismo, las Fuerzas armadas también participaron activamente en la represión, en especial durante los primeros años de dictadura. Al comienzo de la guerra civil la autorización de las sentencias de muerte solo requería la firma o un simple "enterado" del comandante militar de turno. Como Comandante supremo, Franco se reservaba la última palabra sobre las sentencias de muerte o los indultos. Del mismo modo que daba el visto bueno a la ejecución, era plenamente consciente de los excesos cometidos por sus subordinados durante la represión, algo que toleraba abiertamente.
Desde ese momento, las Fuerzas Armadas quedaron envueltas en un monolitismo en torno a la Dictadura franquista, en tanto que ellas participan del poder: Su poder se manifestaba tanto en la dirección del país como a través de su influencia en el gobierno o en la administración estatal. El Ejército controlaba las Fuerzas de Seguridad (cuya oficialidad procedía del mismo), mientras que también se encontraba muy presente en los cuadros de la administración pública como gobernadores civiles (además de los gobernadores militares), o representantes estatales en consejos de administración o empresas del Institución Nacional de Industria (INI).

### Una escala de oficiales sobredimensionada

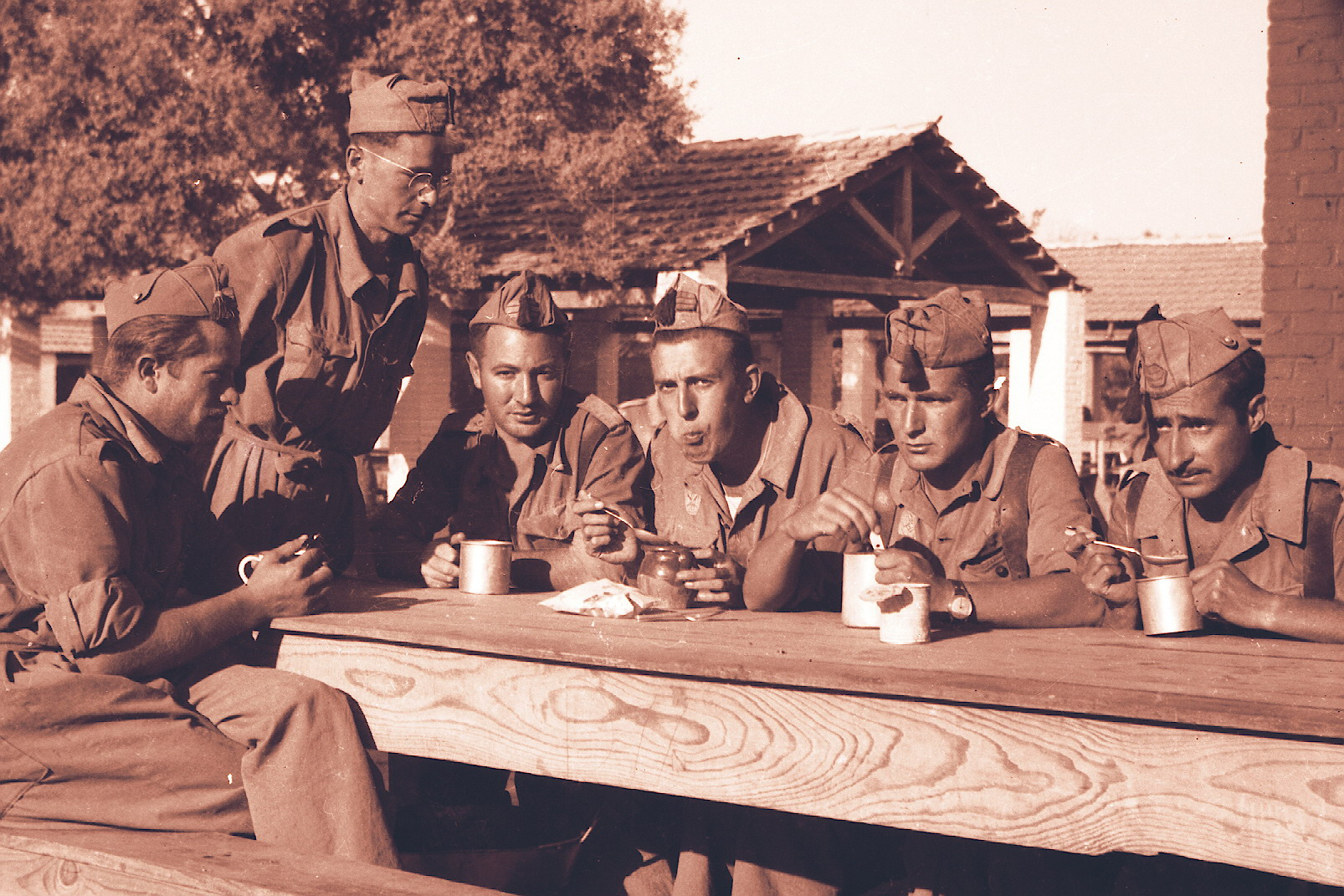
Reclutas haciendo el servicio militar, hacia 1945.

En 1968 el Ministerio del Ejército destinaba 17.400 millones de pesetas en remuneraciones al personal, un 82,2% del gasto total del Ministerio, mientras que en inversiones (material, tecnología) solo se destinaban 1.400 millones de pesetas (un 6,5% del total). En comparación, el Ministerio de Marina destinaba 3.900 millones de ptas a sueldos de personal (un 57,5% del total de su ministerio), mientras que el Ministerio del Aire destinaba 4.300 millones de ptas (un 47.5%). Sumando otros gastos, el total destinado a pagos de personal era de 28.707 millones de pesetas. A los sueldos de personal se sumaban los destinados a las fuerzas de seguridad, que sumaban cerca de 90.000 efectivos y estaban repartidos de la siguiente manera: 8.200 funcionarios del Cuerpo General de Policía, 20.000 efectivos de la Policía Armada y otros 60.000 de la Guardia Civil. Para entonces los gastos militares representaban hasta un 17% de los presupuestos generales del estado, que se elevaría hasta el 19 o 22% sumando los presupuestos de las Fuerzas de seguridad.
Hacia 1970 la macrocefalia de oficiales continuaba: De 289.000 efectivos que tenían las fuerzas armadas (sin contar los de las Fuerzas de seguridad), 824 pertenecían a la escala de generales y de ellos solo 216 se encontraban en puestos activos. Todavía en los años 70 buena parte de la oficialidad de las Fuerzas armadas seguía manteniendo sueldos muy bajos, por lo que se seguía recurriendo al pluriempleo tanto en la administración pública como en empresas privadas.

## Historial operativo

### Orígenes

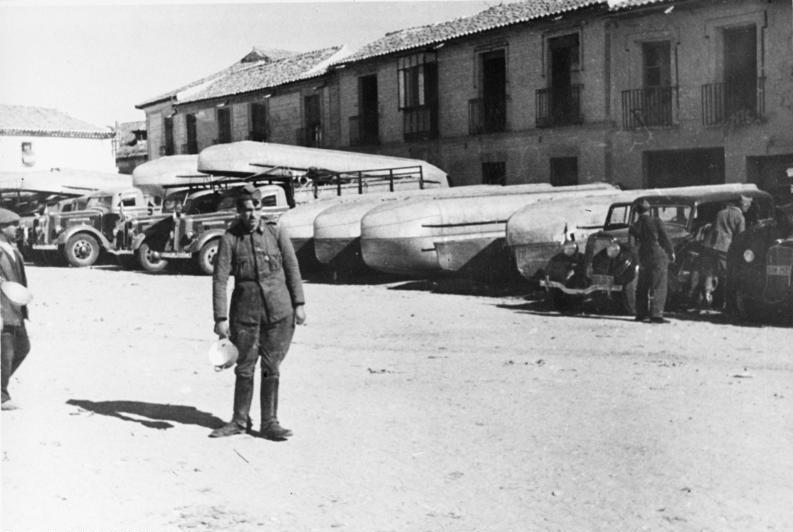
Pontones del Ejército sublevado, 1936.

La Organización territorial del Ejército de España en 1936, justo antes del inicio de la guerra civil española, se articulaba en once mandos militares territoriales de tipo divisionario. Ocho de ellos eran las Divisiones Orgánicas, otros tres las Comandancias Militares y el último correspondía al Territorio de Marruecos. Tras el comienzo de la contienda, esta estructura se vio fracturada en dos estados y quedó completamente alterada.
Según el historiador Francisco Alía Miranda, tras el golpe de Estado en España de julio de 1936 el reparto de generales, jefes, oficiales y cadetes entre los dos bandos fue de 8.929 situados en la zona republicana y 9.294 en la zona rebelde, y en cuanto al reparto de los efectivos 116.501 quedaron en la zona republicana y 140.604 en la zona rebelde, incluyendo a los 47.127 militares que integraban el Ejército de África, la unidad militar española más preparada y con mayor experiencia de combate, lo que hace que el balance de fuerzas sea favorable en este punto a los sublevados. Otro elemento favorable a los sublevados fue que mientras los generales y altos mandos se mantuvieron mayoritariamente leales a la República, los jefes y oficiales intermedios se sumaron en buena parte a la sublevación, y además si se considera la evolución durante la guerra civil española el dato también es muy favorable para los sublevados, pues mientras durante ese tiempo la plantilla de jefes y oficiales del bando rebelde fue creciendo hasta alcanzar los 14.104 efectivos el 1 de abril de 1939, la del bando republicano fue disminuyendo hasta quedar reducida a 4.771, debido fundamentalmente al pase al bando rival de muchos jefes y oficiales en el transcurso de la guerra. Como ha señalado el historiador citado, hay que tener presente que la mayoría de los 18.000 oficiales que había en España en julio de 1936 aplaudieron el golpe, ya que predominaba entre ellos una mentalidad conservadora, corporativa y militarista.
Los planes trazados por el General Mola fracasaron cuando a comienzos de agosto se hizo evidente que la sublevación había fracasado en tres quintas partes del país, pero a comienzos de septiembre parecía que los sublevados iban camino de obtener la victoria militar en su lucha contra la Segunda República.
El 28 de septiembre se celebró en las cercanías de la ciudad de Salamanca una reunión de la Junta de Defensa Nacional donde los principales líderes militares del Bando Sublevado acordaron nombrar al general Francisco Franco como Generalísimo de los ejércitos y jefe de Estado durante el periodo de guerra. Aunque la propuesta del general Alfredo Kindelán contemplaba que el nombramiento fuese durante el periodo de guerra, en el decreto no figuró esa limitación:

"...Las preocupaciones de Franco eran en este momento más políticas que militares, pues en este aspecto seguía convencido de que bastaban las fuerzas africanas para resolver un conflicto cuyo fin veía próximo, y no sentía la necesidad de ir, como sus contrarios a la creación de un nuevo Ejército..."
Ángel y Ramón Salas Larrazábal.

El 1 de octubre Franco se instaló en Burgos como nuevo jefe indiscutible de los sublevados, con la confianza de que Madrid caería en cuestión de semanas y más preocupado por la organización política del nuevo estado sublevado que se fraguaba en aquellos momentos. En uno de los primeros decretos del nuevo Boletín Oficial del Estado se confirmaban la existencia de los Ejércitos del Norte y del Sur, que en aquel momento eran las unidades militares de mayor tamaño e importancia. El general de división Queipo de Llano quedó encargado de los frentes de la II División Orgánica y de la provincia de Badajoz, en lo que se constituyó como el Ejército del Sur. El Ejército del Norte será mandado por el General de Brigada Emilio Mola Vidal, responsable de toda la zona norte de los sublevados, incluyendo el Cantábrico y los puertos de Somosierra y Guadarrama. El General Orgaz fue nombrado Alto Comisario Español en Marruecos, mientras que el Teniente coronel Juan Luis Beigbeder fue nombrado su ayudante como Delegado de Asuntos Indígenas.
En este mismo mes de octubre se crea el Alto Tribunal de Justicia Militar, que, con nuevo nombre, hacía renacer el Consejo Superior de Guerra y Marina, suprimido por Manuel Azaña en 1931. El coronel Lorenzo Martínez Fuset, asesor personal de Franco, se convirtió en uno de los organizadores de los tribunales militares y de la organización jurídica de los mismos a la hora de llevar a cabo la represión. El general Francisco Gómez-Jordana Sousa fue nombrado presidente de la Junta Técnica del Estado. Se designó al Almirante Juan Cervera Valderrama como jefe del Estado Mayor de la Armada Española y se confirmó al capitán de navío Francisco Moreno en su puesto de comandante de la Flota. En comparación con otros militares, el Almirante Cervera mantuvo una gran actividad con la que consiguió suministros y nuevo equipamiento para la Armada sublevada, dado que estaba convencido de que el control del mar sería decisivo para el conflicto. El general y veterano aviador Alfredo Kindelán quedó a cargo de la dirección y organización de las nuevas Fuerzas aéreas sublevadas.

### Guerra civil española
A partir de abril de 1937, cuando se hizo evidente que el conflicto que iba a ser largo, las divisiones orgánicas pasaron a denominarse Cuerpos de Ejército, ajustándose a sectores del frente: El territorio correspondiente a la V División Orgánica es el Cuerpo de Ejército de Aragón, la VI División Orgánica es el Cuerpo de Ejército de Navarra, la VII el Cuerpo de Ejército de Castilla y la VIII el Cuerpo de Ejército de Galicia. Parejo a esto se fueron recuperando paulatinamente las Regiones militares sobre la base de las antiguas divisiones orgánicas.
En marzo las fuerzas nacionales ya tenían en armas unas fuerzas de alrededor 300.000 hombres. A finales de año el Ejército nacional contaba con 500.000 hombres alistados, una cifra ligeramente menor que el número de efectivos en el Ejército Popular republicano. De hecho, a estas alturas se habían movilizado once reemplazos de reservistas. Entre los hombres que componían este ejército, se encontraban no solo desertores de la zona republicana sino también soldados prisioneros que se habían visto obligados a realistarse en este Ejército. Y a pesar del amplio número de soldados procedentes del reclutamiento forzoso, posiblemente había enrolados 100.000 carlistas y más de 200.000 falangistas. Por otro lado, entre estas fuerzas se encontraban 40.000 efectivos marroquíes pertenecientes al Ejército de África, el cual incluía a la Legión extranjera y los temidos regulares; las unidades africanas ya se encontraban distribuidas entre el Ejército franquista. Para entonces, todas estas tropas ya se habían reorganizado en divisiones y lentamente fueron perdiendo el significado territorial de su anterior procedencia, o su composición original. Además de estas fuerzas, formaban la reserva más de 200 batallones de infantería y 70 baterías de artillería, todo ello dirigido por el General Orgaz.

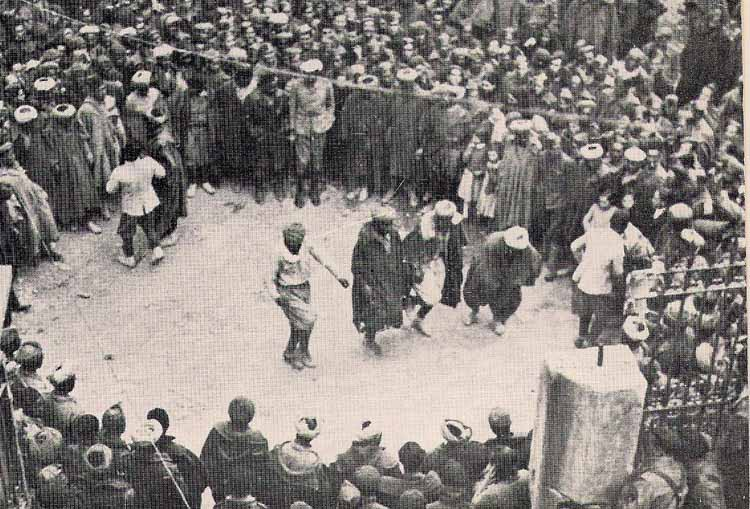
Tropas marroquíes festejando la conquista de Rubielos de Mora en 1938.

La victoria nacional en la Ofensiva del Norte permitió que su flota pudiera trasladarse al Mediterráneo para concentrarse allí y que 65.000 hombres del Ejército del Norte quedaran disponibles, junto a sus armamentos, para incorporarse al frente del sur. De hecho, estas fuerzas tomarían parte en la decisiva Ofensiva de Aragón que comenzó el 7 de marzo de 1938 y llevó a los nacionales hasta el río Segre y el Mar Mediterráneo, cortando en dos la zona republicana. En los siguientes meses la ofensiva se dirigió hacia Valencia, aunque este ataque fracasó y se saldó con un elevado número de bajas. En julio la Ofensiva republicana en el Ebro logró sorprender la retaguardia franquista, pero después de varios meses de sangrientos contraataques las fuerzas republicanas huyeron tras un elevado desgaste del Ejército Popular.
A finales de 1938 las fuerzas del Ejército nacional ya sumaban más de un millón de efectivos, entre los que se encontraban alistados la mayor parte los hombres útiles comprendidos entre los 18 y 31 años, además de numerosos voluntarios. El Ejército de Tierra se encontraba dividido 4 grandes agrupaciones de tropas: el Ejército del Sur, inactivo en Andalucía y a las órdenes de Queipo de Llano; el Ejército del Centro, a las órdenes de Saliquet; el Ejército del Norte, al mando de Dávila; Y el Ejército de Levante, revelación de la guerra, al mando del General Orgaz. En aquel momento se componía de 61 divisiones de infantería (840.000 hombres), 15.323 hombres de caballería, 19.013 de artillería, 35.000 efectivos del Ejército de África, 32.000 italianos del Corpo Truppe Volontarie, 5.000 alemanes de la Legión Cóndor y otros 119.594 procedentes de servicios auxiliares. En total, 1.065.941 efectivos. A estas alturas de la guerra los republicanos se hallaban agotados, prácticamente sin reservas: En diciembre comenzó la Ofensiva de Cataluña, la cual finalizaría en febrero de 1939 con la conquista de la región y un gran éxito militar para las Armas de Franco. El 26 de marzo comenzó la ofensiva final de la guerra civil, con el avance sin oposición de los ejércitos franquistas sobre la desmoralizada retaguardia de la España republicana. Al anochecer del 31 de marzo se rindió el puerto de Alicante, la última posición sin conquistar, y con ella finalizó oficialmente la guerra civil.

### Posguerra y Segunda Guerra Mundial

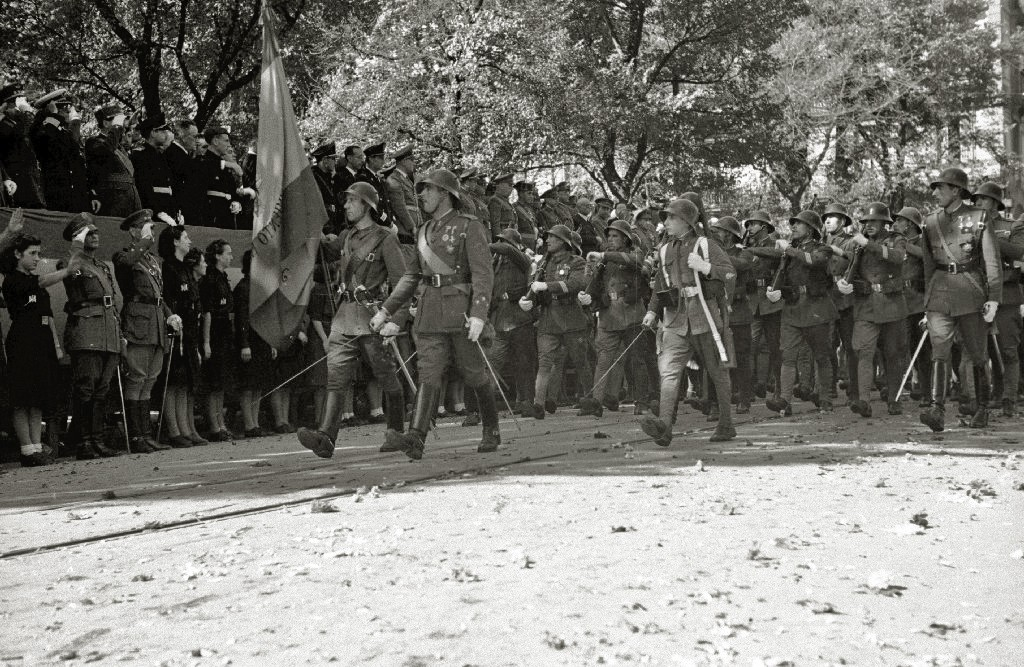
Desfile militar en San Sebastián (1942).

Al final de la guerra civil, el Ejército de Tierra disponía de 850 000 soldados de infantería, 19.000 artilleros e importantes fuerzas de caballería. Sin embargo, carecían de adecuada cobertura aérea, apenas si existían fuerzas mecanizadas y blindadas, y el equipamiento en general en el Ejército era pobre. A lo largo del verano de 1939 se decidió una desmovilización parcial, reduciendo su tamaño de 61 divisiones a casi a la mitad. Sin embargo, con la Segunda Guerra Mundial en ciernes y por los temores personales de Franco ante un futuro incierto, decidió sustituir las fuerzas armadas de la contienda por un Ejército de ocupación con más de 500 000 efectivos rasos y 22 210 oficiales en pie de guerra. La decisión de no desmovilizar a tan elevado número de tropas refleja la conciencia de que con la guerra civil no habían terminado los conflictos internos, pero esto también se hizo a un elevado precio para el conjunto del país: Al absorber en 1941 un 45,8% y en 1943 un 53,1% del presupuesto nacional, esto suponía un gasto totalmente desproporcionado, y más aún para un país devastado tras la guerra civil. A esto se unía un país con la economía y las infraestructuras destrozadas, lo que dejaba a la logística militar en un estado desastroso. Por si los problemas no fueran pocos, a esto también se unían las conspiraciones de algunos importantes militares como Alfredo Kindelán, Luis Orgaz Yoldi, Antonio Aranda Mata o Juan Yagüe. A medida que avanzó la posguerra, arreciaron las críticas del Alto mando hacia la corrupción e ineficacia falangista en la administración estatal. Franco, no obstante, ignoró tanto la corrupción falangista como también las corruptelas y veleidades que se producían en el seno del Ejército.
Las tentativas de Franco por entrar en la Guerra Mundial no eran escasas: Entre algunos generales existía una abierta hostilidad hacia los círculos falangistas que propugnaban la entrada en guerra, algo que los militares consideraban poco menos que un inconsciente aventurismo. Desde el Estado Mayor se emitieron numerosos informes indicando las graves carencias y deficiencias de las fuerzas armadas, además de la desastrosa situación del país. El 13 de junio de 1940 el "Generalísimo" le confesaba a un diplomático italiano que el estado del Ejército impedía a España participar en la contienda, aunque al día siguiente se producía la ocupación de la Ciudad internacional de Tánger. Franco estableció durante la Entrevista de Hendaya que la teórica alianza con el Eje se mantendría en secreto hasta que el gobierno franquista considerara oportuno la entrada en guerra. El generalísimo insistió en el compromiso con el Eje ante su cuñado Serrano Súñer, a pesar de que en octubre el Alto mando emitió otro informe aún más crítico sobre la situación de las Fuerzas Armadas y el agotamiento físico y psicológico de la población española. Al final, los avatares de la contienda resultaron en la no beligerancia del país.
Durante la contienda mundial, un número importante de generales y oficiales estuvo en nómina de los servicios secretos británicos, quienes buscaban o la connivencia de estos con la causa aliada, o el flujo de información sobre las actividades y decisiones en el Alto mando franquista. La corrupción institucionalizada en la administración estatal también se dio en el Ejército, llegando a convertirse en algo habitual a pesar de las graves carencias económicas que sufrían las fuerzas armadas. Hubo casos como el del general Helí Rolando de Tella y Cantos, que fue privado de los honores militares por irregularidades administrativas consistentes en usar vehículos y personal militar en su fábrica de harinas, y en la reconstrucción de un pazo en Lugo cuando era gobernador militar.

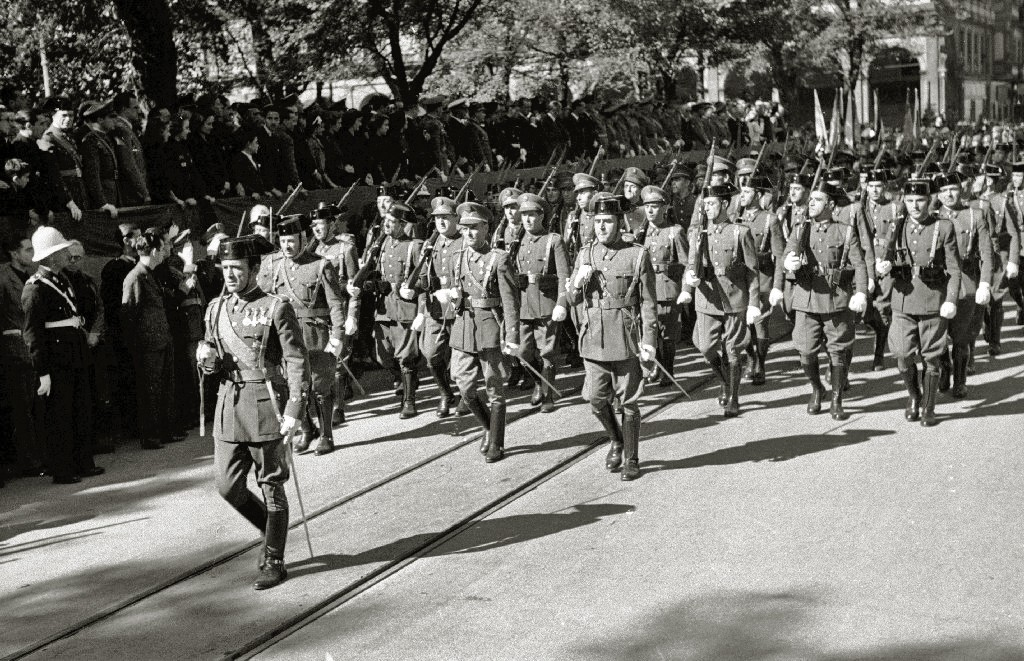
Desfile de guardias civiles y policías armados en San Sebastián (1942).

La guerrilla antifranquista, aunque era considerada por la propaganda del régimen como un mero grupo de bandidos y bandoleros, provocó la presencia de unidades militares completas y fuerzas de la Guardia civil, y de una durísima represión tanto contra los guerrilleros como todos aquellos que les apoyasen.

## Proveedores de armamento
Durante la guerra civil española, dado que buena parte del armamento de los sublevados era de importación procedente de Italia y la Alemania nazi, apenas si se requería el producido en las fábricas de armas propias (excepto la fabricación de explosivos y municiones). No obstante, la Hispano-Suiza había montado una nueva factoría en Sevilla encargada de la reparación y reconstrucción de los cazas Fiat CR-32, mientras que las fábricas de armamento y explosivos del norte contribuían en buena medida a reducir la deuda del estado sublevado con la Alemania nazi. Al final de la guerra, los alemanes habían enviado 200 tanques Panzer I y unos 600 aviones, entre los que se encontraban 136 Messerschmitt Bf 109, 93 Heinkel He 111 y 63 Junkers Ju 52. También fueron enviadas numerosas piezas de artillería, como el famoso FlaK 18 de 8,8 cm. Por su parte los italianos mandaron 660 aviones, de los cuales destacaban 350 cazas Fiat CR 32, 100 Savoia-Marchetti S.M.79 y 64 Savoia-Marchetti S.M.81. También fueron enviadas unas 800 piezas de artillería, un número notablemente superior a la cantidad alemana, además de 150 tanques. También destacaron otros envíos de material: 1.414 motores de aviación, 10.000 ametralladoras, 240.000 fusiles y 7.660 vehículos motorizados.
Tras el final de la guerra civil, el nuevo Ministro de Aire Juan Yagüe intentó construir un nuevo Ejército del Aire contando con la ayuda de Alemania e Italia, y con la clara intención de que participase en la guerra mundial en favor del Eje. El intento, sin embargo, fue un fracaso dada la situación del país y la imposibilidad de llevar a cabo semejante proyecto en esas condiciones. En 1943, el ejército y el gobierno español negociaron el Programa Bär con el Ejército alemán, discutiendo las alternativas de adquisición y fechas de entrega del material. Los alemanes ofrecieron la venta de 20 tanques Panzer IV, 10 cañones de asalto Sturmgeschütz III y otros materiales, menos de lo que España pidió, pero la oferta fue aceptada. Ya en enero de 1944, España comenzó de nuevo a negociar con Alemania para la adquisición de más equipos, aunque finalmente el programa no se materializó.
En 1953 los Estados Unidos y España acordaron la firma de un tratado de ayuda militar por el que los norteamericanos suministraban armamento y tecnología a las Fuerzas armadas españolas. Apenas nombrado ministro de Marina (1962), Pedro Nieto Antúnez presentó un ambicioso programa naval que incluía la construcción de unos 150 buques, un proyecto totalmente alejado de la realidad. Al final en 1963 fue aprobado un “mini-plan” más adecuado que comprendía la adquisición de un crucero ligero y 5 fragatas similares a la clase Leander británica. Sin embargo, el gobierno laborista de Harold Wilson rechazó la venta de las fragatas al régimen de Franco, viéndose obligada la industria naval española a la fabricación de los buques por su propia cuenta. No era la primera vez que las Fuerzas Armadas se encontraban con un problema de este tipo.
La prohibición de los Estados Unidos sobre el uso de las municiones estadounidenses suministradas como ayuda militar a España durante la Guerra de Ifni, empujó a España a buscar equipo alternativo que pudiera ser empleado libremente, especialmente en el Sáhara Español. A lo largo de la década de 1960, el gobierno español se había acercado paulatinamente a los gobiernos de Francia y Alemania, con la esperanza de conseguir el AMX-30 o el Leopard 1, respectivamente. En última instancia, los alemanes se vieron incapaces de vender el carro de combate Leopard a cuenta de que el sistema del cañón era británico y, en ese momento, el gobierno laborista se negó nuevamente a vender armamento al gobierno de Franco. Como resultado, España y Francia acordaron en mayo de 1970 la venta de 19 tanques de batalla principal AMX-30. Todos estos fueron entregados a la Legión Española desplegada en el Sáhara Español. A partir de 1974, España comenzó a fabricar el AMX-30 (denominado AMX-30E), con la producción del primer lote de 180 tanques hasta el 25 de junio de 1979.

## Ministros titulares
El 31 de enero de 1938 el general Fidel Dávila Arrondo fue nombrado Ministro de Defensa nacional dentro del Primer Gobierno franquista presidido por el dictador Francisco Franco, quedando bajo su mando las tres ramas militares: Tierra, Marina y Aire. Sin embargo tras el final de la guerra civil, el 9 de agosto de 1939 este ministerio desapareció y sus funciones fueron asumidas por tres nuevos ministerios: Ministerio del Aire, Ministerio del Ejército y Ministerio de Marina.

### Ministerio del Aire
| Nombre                         | Inicio                  | Final                   |
| Juan Yagüe Blanco              | 9 de agosto de 1939     | 27 de junio de 1940     |
| Juan Vigón                     | 27 de junio de 1940     | 18 de julio de 1945     |
| Eduardo González-Gallarza      | 20 de julio de 1945     | 25 de febrero de 1957   |
| José Rodríguez Díaz de Lecea   | 25 de febrero de 1957   | 10 de julio de 1962     |
| José Daniel Lacalle Larraga    | 10 de julio de 1962     | 29 de octubre de 1969   |
| Julio Salvador y Díaz-Benjumea | 29 de octubre de 1969   | 3 de enero de 1974      |
| Mariano Cuadra Medina          | 3 de enero de 1974      | 12 de diciembre de 1975 |
| Carlos Franco Iribarnegaray    | 12 de diciembre de 1975 | 4 de julio de 1977      |

### Ministerio del Ejército
| Nombre                           | Inicio                  | Final                   |
| José Enrique Varela Iglesias     | 9 de agosto de 1939     | 3 de septiembre de 1942 |
| Carlos Asensio Cabanillas        | 3 de septiembre de 1942 | 18 de julio de 1945     |
| Fidel Dávila Arrondo             | 18 de julio de 1945     | 19 de julio de 1951     |
| Agustín Muñoz Grandes            | 19 de julio de 1951     | 25 de febrero de 1957   |
| Antonio Barroso y Sánchez Guerra | 25 de febrero de 1957   | 10 de julio de 1962     |
| Pablo Martín Alonso              | 10 de julio de 1962     | 11 de febrero de 1964   |
| Camilo Menéndez Tolosa           | 20 de febrero de 1964   | 29 de octubre de 1969   |
| Juan Castañón de Mena            | 20 de octubre de 1969   | 11 de junio de 1973     |
| Francisco Coloma Gallegos        | 11 de junio de 1973     | 12 de diciembre de 1975 |
| Félix Álvarez-Arenas y Pacheco   | 12 de diciembre de 1975 | 4 de julio de 1977      |

### Ministerio de Marina
| Nombre                       | Inicio                | Final                 |
| Salvador Moreno Fernández    | 9 de agosto de 1939   | 18 de julio de 1945   |
| Francisco Regalado Rodríguez | 18 de julio de 1945   | 19 de julio de 1951   |
| Salvador Moreno Fernández    | 19 de julio de 1951   | 25 de febrero de 1957 |
| Felipe José Abárzuza Oliva   | 25 de febrero de 1957 | 10 de julio de 1962   |
| Pedro Nieto Antúnez          | 10 de julio de 1962   | 29 de octubre de 1969 |
| Adolfo Baturone Colombo      | 29 de octubre de 1969 | 11 de junio de 1973   |
| Gabriel Pita da Veiga y Sanz | 11 de junio de 1973   | 14 de abril de 1977   |
| Pascual Pery Junquera        | 14 de abril de 1977   | 4 de julio de 1977    |

## Galones y divisas de empleo en Las Fuerzas Armadas
En la guerrera iban colocadas en las bocamangas y en la sahariana en las hombreras. Las divisas de general hasta después de terminar la guerra civil no llevaban corona, suprimida por la Segunda República, luego se empezó a usar la abierta de los Reyes Católicos. Hasta 1943 el capitán general llevaba tres estrellas, el Teniente General dos y tanto el General de división como el de brigada llevaban una, siendo plateada en el caso de este último. Se recupera el empleo de cabo primero en 1940 y los de subteniente y sargento primero en 1960. En La Armada los galones de los empleos de cabo y marinero de primera/preferente o distinguido, eran rojos para profesionales, verdes los de reemplazo.

### Ejército de Tierra

#### Oficiales Generales
| España | Capitán general/generalísimo    | Capitán general                 | Teniente general  | General de división                    | General de brigada                       | Coronel                                  |  |
| España | Generalísimo / Capitán general1 | Generalísimo / Capitán general1 | Teniente general2 | Teniente general / General de división | General de división / General de brigada | General de división / General de brigada |  |
| 1 Ostentado por el jefe del Estado. 2 Ostentado por los jefes de las distintas regiones militares y del Estado Mayor. |                                 |                                 |                   |                                        |                                          |                                          |  |

#### Oficiales y Jefes
| Código OTAN | OF-5    | OF-4             | OF-3       | OF-2    | OF-1     | OF-1     | OF-1    |         |
| ----------- | ------- | ---------------- | ---------- | ------- | -------- | -------- | ------- | ------- |
| España      | Coronel | Teniente coronel | Comandante | Capitán | Teniente | Teniente | Alférez | Alférez |
| España      | Coronel | Teniente coronel | Comandante | Capitán | Teniente | Teniente | Alférez | Alférez |

#### Suboficiales y Tropa
| Código OTAN | OR-8        | OR-8        | OR-8        | OR-8        | OR-8        | OR-8    | OR-7    | OR-7    | OR-7    | OR-7    | OR-7    | OR-7             | OR-6             | OR-6             | OR-6             | OR-6             | OR-6             | OR-6     | OR-5     | OR-5     | OR-5     | OR-5     | OR-5     | OR-5         | OR-4         | OR-4         | OR-4         | OR-4         | OR-4         | OR-4 | OR-3 | OR-3 | OR-3 | OR-3 | OR-3 | OR-3               | OR-2               | OR-2               | OR-2               | OR-2               | OR-2               | OR-2    | OR-1    | OR-1    | OR-1    | OR-1    | OR-1    | OR-1 |
| ----------- | ----------- | ----------- | ----------- | ----------- | ----------- | ------- | ------- | ------- | ------- | ------- | ------- | ---------------- | ---------------- | ---------------- | ---------------- | ---------------- | ---------------- | -------- | -------- | -------- | -------- | -------- | -------- | ------------ | ------------ | ------------ | ------------ | ------------ | ------------ | ---- | ---- | ---- | ---- | ---- | ---- | ------------------ | ------------------ | ------------------ | ------------------ | ------------------ | ------------------ | ------- | ------- | ------- | ------- | ------- | ------- | ---- |
| España      |             |             |             |             |             |         |         |         |         |         |         |                  |                  |                  |                  |                  |                  |          |          |          |          |          |          |              |              |              |              |              |              |      |      |      |      |      |      |                    |                    |                    |                    |                    |                    |         |         |         |         |         |         |      |
| Subteniente | Subteniente | Subteniente | Subteniente | Subteniente | Subteniente | Brigada | Brigada | Brigada | Brigada | Brigada | Brigada | Sargento primero | Sargento primero | Sargento primero | Sargento primero | Sargento primero | Sargento primero | Sargento | Sargento | Sargento | Sargento | Sargento | Sargento | Cabo primero | Cabo primero | Cabo primero | Cabo primero | Cabo primero | Cabo primero | Cabo | Cabo | Cabo | Cabo | Cabo | Cabo | Soldado de primera | Soldado de primera | Soldado de primera | Soldado de primera | Soldado de primera | Soldado de primera | Soldado | Soldado | Soldado | Soldado | Soldado | Soldado |      |

### Armada

#### Oficiales generales
| España | Capitán general/generalísimo    | Almirante  | Vicealmirante | Contralmirante |
| España | Generalísimo / Capitán general1 | Almirante2 | Vicealmirante | Contralmirante |
| 1 Ostentado por el Jefe del Estado. 2 Ostentado por los capitanes generales de las distintas zonas marítimas, y jefe del Estado Mayor. |                                 |            |               |                |

#### Oficiales y Jefes
| Código OTAN | OF-5             | OF-4               | OF-3               | OF-2              | OF-1             | OF-1             | OF-1               |                    |
| ----------- | ---------------- | ------------------ | ------------------ | ----------------- | ---------------- | ---------------- | ------------------ | ------------------ |
| España      | Capitán de navío | Capitán de fragata | Comandante         | Capitán           | Teniente         | Teniente         | Alférez            | Alférez            |
| España      | Capitán de navío | Capitán de fragata | Capitán de corbeta | Teniente de navío | Alférez de navío | Alférez de navío | Alférez de fragata | Alférez de fragata |

#### Suboficiales
| España       |              |                 |                 |                                |                                |             |             |             |             |             |             |         |         |                    |                    |         |         |         |         |         |         |                  |                  |                  |                  |                  |                  |          |          |          |          |          |          |
| Mayor de 1.ª | Mayor de 1.ª | Auxiliar de 1.ª | Auxiliar de 1.ª | Mayor de 2.ª / Auxiliar de 2.ª | Mayor de 2.ª / Auxiliar de 2.ª | Subteniente | Subteniente | Subteniente | Subteniente | Subteniente | Subteniente | Brigada | Brigada | Maestre permanente | Maestre permanente | Maestre | Maestre | Maestre | Maestre | Maestre | Maestre | Sargento Primero | Sargento Primero | Sargento Primero | Sargento Primero | Sargento Primero | Sargento Primero | Sargento | Sargento | Sargento | Sargento | Sargento | Sargento |

#### Marinería
| España       |              |              |              |                        |                        |                        |                        |                        |                        |                                  |                                  |                                  |                                  |                                  |                                  |          |          |          |          |
| Cabo primero | Cabo primero | Cabo primero | Cabo primero | Cabo/Cabo de reemplazo | Cabo/Cabo de reemplazo | Cabo/Cabo de reemplazo | Cabo/Cabo de reemplazo | Cabo/Cabo de reemplazo | Cabo/Cabo de reemplazo | Marinero de primera/de reemplazo | Marinero de primera/de reemplazo | Marinero de primera/de reemplazo | Marinero de primera/de reemplazo | Marinero de primera/de reemplazo | Marinero de primera/de reemplazo | Marinero | Marinero | Marinero | Marinero |

### Ejército del Aire

#### Oficiales Generales
| España | Capitán general/generalísimo    | Capitán general                 | Teniente general  | General de división                    | General de brigada                       | Coronel                                  |
| España | Generalísimo / Capitán general1 | Generalísimo / Capitán general1 | Teniente general2 | Teniente general / General de división | General de división / General de brigada | General de división / General de brigada |
| 1 Ostentado por el jefe del Estado. 2 Ostentado por los jefes de las distintas regiones militares y del Estado Mayor. |                                 |                                 |                   |                                        |                                          |                                          |

#### Oficiales y jefes
| Código OTAN | OF-5    | OF-4             | OF-3       | OF-2    | OF-1     | OF-1     | OF-1    |         |
| ----------- | ------- | ---------------- | ---------- | ------- | -------- | -------- | ------- | ------- |
| España      | Coronel | Teniente coronel | Comandante | Capitán | Teniente | Teniente | Alférez | Alférez |
| España      | Coronel | Teniente coronel | Comandante | Capitán | Teniente | Teniente | Alférez | Alférez |

#### Suboficiales y tropa
| Código OTAN | OR-8        | OR-8        | OR-8        | OR-8        | OR-8        | OR-8    | OR-7    | OR-7    | OR-7    | OR-7    | OR-7    | OR-7             | OR-6             | OR-6             | OR-6             | OR-6             | OR-6             | OR-6     | OR-5     | OR-5     | OR-5     | OR-5     | OR-5     | OR-5         | OR-4         | OR-4         | OR-4         | OR-4         | OR-4         | OR-4 | OR-3 | OR-3 | OR-3 | OR-3 | OR-3 | OR-3               | OR-2               | OR-2               | OR-2               | OR-2               | OR-2               | OR-2    | OR-1    | OR-1    | OR-1    | OR-1    | OR-1    | OR-1 |
| ----------- | ----------- | ----------- | ----------- | ----------- | ----------- | ------- | ------- | ------- | ------- | ------- | ------- | ---------------- | ---------------- | ---------------- | ---------------- | ---------------- | ---------------- | -------- | -------- | -------- | -------- | -------- | -------- | ------------ | ------------ | ------------ | ------------ | ------------ | ------------ | ---- | ---- | ---- | ---- | ---- | ---- | ------------------ | ------------------ | ------------------ | ------------------ | ------------------ | ------------------ | ------- | ------- | ------- | ------- | ------- | ------- | ---- |
| España      |             |             |             |             |             |         |         |         |         |         |         |                  |                  |                  |                  |                  |                  |          |          |          |          |          |          |              |              |              |              |              |              |      |      |      |      |      |      |                    |                    |                    |                    |                    |                    |         |         |         |         |         |         |      |
| Subteniente | Subteniente | Subteniente | Subteniente | Subteniente | Subteniente | Brigada | Brigada | Brigada | Brigada | Brigada | Brigada | Sargento primero | Sargento primero | Sargento primero | Sargento primero | Sargento primero | Sargento primero | Sargento | Sargento | Sargento | Sargento | Sargento | Sargento | Cabo primero | Cabo primero | Cabo primero | Cabo primero | Cabo primero | Cabo primero | Cabo | Cabo | Cabo | Cabo | Cabo | Cabo | Soldado de primera | Soldado de primera | Soldado de primera | Soldado de primera | Soldado de primera | Soldado de primera | Soldado | Soldado | Soldado | Soldado | Soldado | Soldado |      |